# 塔拉斯·庫焦
塔拉斯·库齐奥（英語：Taras Kuzio；1958年4月7日—），英國及加拿大烏克蘭裔政治學家，國立基輔莫希拉大學政治学教授。他的研究领域為烏克蘭和俄罗斯的政治、经济和安全事务。

## 外部鏈接
- 维基共享资源上的相關多媒體資源：塔拉斯·庫焦
- ORCID page